# Kaldbak község
Kaldbak község (feröeriül: Kaldbaks kommuna) egy megszűnt község Feröeren. Streymoy déli részén, Tórshavntól északra feküdt.

## Történelem
A község 1930-ban jött létre Suðurstreymoy egyházközség szétválásával.
1977. január 1-jétől Tórshavn község része lett.

## Önkormányzat és közigazgatás

### Települések
| Település      | Mióta a község része | Előző község               | Meddig a község része | Következő község | Megjegyzés         |
| -------------- | -------------------- | -------------------------- | --------------------- | ---------------- | ------------------ |
| Kaldbak        | 1930                 | Suðurstreymoy egyházközség | 1976. december 31.    | Tórshavn község  | A község székhelye |
| Kaldbaksbotnur | 1930                 | Suðurstreymoy egyházközség | 1976. december 31.    | Tórshavn község  |                    |
| Mjørkadalur    | 1963                 | –                          | 1976. december 31.    | Tórshavn község  |                    |
| Sund           | 1930                 | Suðurstreymoy egyházközség | 1976. december 31.    | Tórshavn község  |                    |